# Ponnyfiskar
Ponnyfiskar (Leiognathidae) är en familj i underordningen abborrlika fiskar (Percoidei). Det finns 9 släkten med tillsammans 48 arter som lever i västra Stilla havet och Indiska oceanen. En art flyttade över Suezkanalen till Medelhavet. De förekommer främst i kustlinjens närhet och i regioner med tidvatten. Några arter vistas ibland i sötvatten.
Kroppslängden är beroende på art 5 till 28 centimeter.
De livnär sig av mindre ryggradslösa djur som de hittar på havsbotten.
Arterna har en avplattad bål och små fjäll, förutom på huvudet.
Det vetenskapliga namnet är bildat av de grekiska orden leio (mjuk, platt) och gnathos (käke).

## Taxonomi
Släkten enligt Fishbase:
- Aurigequula, en art.
- Equulites, 10 arter.
- Eubleekeria, 4 arter.
- Gazza, 5 arter.
- Karalla, 2 arter.
- Leiognathus, 8 arter.
- Nuchequula, 7 arter.
- Photopectoralis, 3 arter.
- Secutor, 7 arter.